# Olga von Gerstfeld

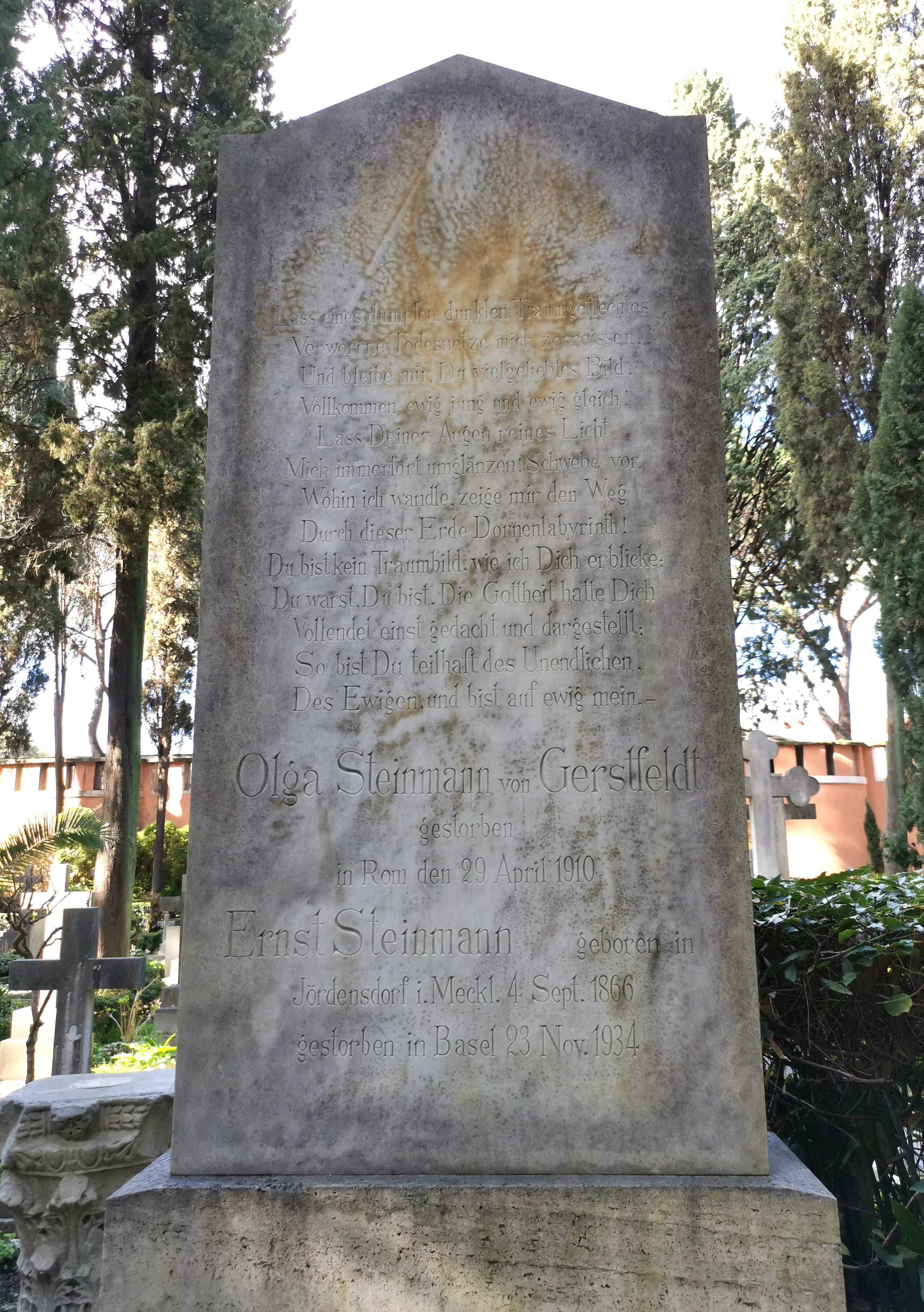
Grab auf dem Nichtkatholischen (Protestantischen) Friedhof Rom

Olga von Gerstfeld, auch Olga von Gerstfeldt und Olga Steinmann (geboren 28. Januar 1866 in Łowicz; gestorben 29. April 1910 in Rom) war eine deutsche Schriftstellerin und Kunsthistorikerin.

## Leben und Werk
Olga von Gerstfeld stammte aus der Familie eines russischen Generals aus Łowicz, südwestlich von Warschau. Sie besuchte das russische Gymnasium in Warschau und setzte nach dem Tod des Vaters ihre Ausbildung in Venedig, Wien und Freiburg im Breisgau fort. Einige Jahre lebte sie in Florenz. 1901 heiratete sie in Rom den Kunsthistoriker Ernst Steinmann. Mit ihm ging sie 1904 nach Schwerin, wo ihr Mann die Leitung des Museums übernommen hatte, lebte aber weiterhin zeitweise in Rom.
Sie schrieb Gedichte und übersetzte Lyrik, u. a. von Shakespeare. Vor allem ihre Italienbücher erfreuten sich großer Nachfrage. Der 1909 veröffentlichte Kunstführer über Umbrische Städte lenkte den Blick der Italienreisenden weg von Florenz und Rom auf damals weniger bekannte Orte. Ihr 1910 veröffentlichtes Buch Pilgerfahrten in Italien, eine Zusammenstellung von Gedichten und Essays, erlebte bis 1914 drei Auflagen. Die vierte, um zahlreiche Fotos erweiterte Auflage erschien 1922.
Olga von Gerstfeld starb 1910 in Rom. Ihr Grab befindet sich auf dem Protestantischen Friedhof in Rom. Ihren Nachlass verwahrt die Bibliotheca Hertziana. Dort liegt auch ein 1910 von dem Bildhauer Adolf von Hildebrand geschaffenes Porträtrelief Gerstfelds.
Im umfangreichen Katalog der Berliner Ausstellung Die Frau in Haus und Beruf aus dem Jahre 1912 wird Gerstfeld als Frau der Wissenschaft gewürdigt, die sich nach anfänglichen Versuchen als Sängerin den Kunstwissenschaften zugewandt hatte.

## Schriften
- Sturm und Stille. Gedichte. K. Siegismund, Berlin 1901.
- Hochzeitsfeste der Renaissance in Italien. Neff, Esslingen 1906 (Führer zur Kunst, 6).
- Umbrische Städte: Orvieto, Narni und Spoleto. Klinkhardt & Biermann, Leipzig 1909 (Stätten der Kultur, Bd. 17).
- mit Ernst Steinmann: Pilgerfahrten in Italien. Klinkhardt & Biermann, Leipzig 1910.
- Psalter der Liebe. Aus den nachgelassenen Papieren. Poeschel & Trepte, Leipzig 1917.